# Manuel Pelino
Manuel Pelino Domingues (ur. 7 października 1941 w Lentisqueira) – portugalski duchowny rzymskokatolicki, biskup Santarém w latach 1998-2017.
Święcenia kapłańskie otrzymał 15 sierpnia 1965. 
19 grudnia 1987 papież Jan Paweł II mianował go biskupem pomocniczym Porto, ze stolicą tytularną Lemellefa. Sakry biskupiej udzielił mu 13 marca 1988 bp João Alves.
27 stycznia 1998 został mianowany biskupem ordynariuszem diecezji Santarém.
7 października przeszedł na emeryturę, a jego następcą został biskup José Traquina.